# Nowomykołajiwka (rejon dnieprzański)
Nowomykołajiwka (ukr. Новомиколаївка) – wieś na Ukrainie, w obwodzie dniepropetrowskim, w rejonie dnieprzańskim, w hromadzie Surśko-Łytowśke. W 2001 liczyła 1314 mieszkańców, spośród których 1145 wskazało jako ojczysty język ukraiński, 164 rosyjski, 1 ormiański, 3 inny, a 1 osoba się nie zadeklarowała.